# فرودگاه شهرستان تیلور (ویسکانسین)
فرودگاه شهرستان تیلور (ویسکانسین) (به انگلیسی: Taylor County Airport (Wisconsin)) یک فرودگاه همگانی بهره‌برداری هوایی با کد یاتا MDF است که یک باند فرود آسفالت دارد و طول باند آن ۲۱۰۴ متر است. این فرودگاه در کشور ایالات متحده آمریکا قرار دارد و در ارتفاع ۴۵۰ متری از سطح دریا واقع شده است.